# Allondrelle-la-Malmaison
Allondrelle-la-Malmaison è un comune francese di 621 abitanti situato nel dipartimento della Meurthe e Mosella nella regione del Grand Est.

## Storia

### Simboli
Lo stemma ufficiale del comune di Allondrelle-la-Malmaison è stato adottato nel 2014.
La chiave e il pastorale fanno riferimento ai santi patroni dei due villaggi della municipalità: san Pietro per Allondrelle e san Nicola per La Malmaison. I due villaggi erano tra le proprietà dell'abbazia di Notre Dame d'Orval, che aveva come stemma un anello con tre diamanti che emerge da un fiume ed è riprodotto nella parte inferiore dello scudo. La banda rossa con gli alerioni su campo d'oro è il simbolo della Lorena mentre lo scudetto in centro si riferisce alla contea belga di Chiny a cui questo territorio apparteneva.
Uno stemma alternativo elaborato dall'Union des Cercles Généalogiques Lorrains (UCGL) non è stato mai usato dal comune: partito: nel primo d'oro, alla chiave di rosso; nel secondo di rosso, a tre bisanti d'oro, ordinati in palo; il tutto abbassato al capo ondato d'azzurro, caricato di un anello d'oro con tre diamanti al naturale, uscente dalla partizione.

## Società

### Evoluzione demografica
Abitanti censiti